# Neckera trichomanoides
Neckera trichomanoides là một loài rêu trong họ Neckeraceae. Loài này được (Hedw.) Hartm. mô tả khoa học đầu tiên năm 1820.